# Melhania acuminata
Melhania acuminata är en malvaväxtart som beskrevs av Maxwell Tylden Masters. Melhania acuminata ingår i släktet Melhania och familjen malvaväxter. Utöver nominatformen finns också underarten M. a. agnosta.